# Straż Graniczna (Polska)

Flaga Straży Granicznej

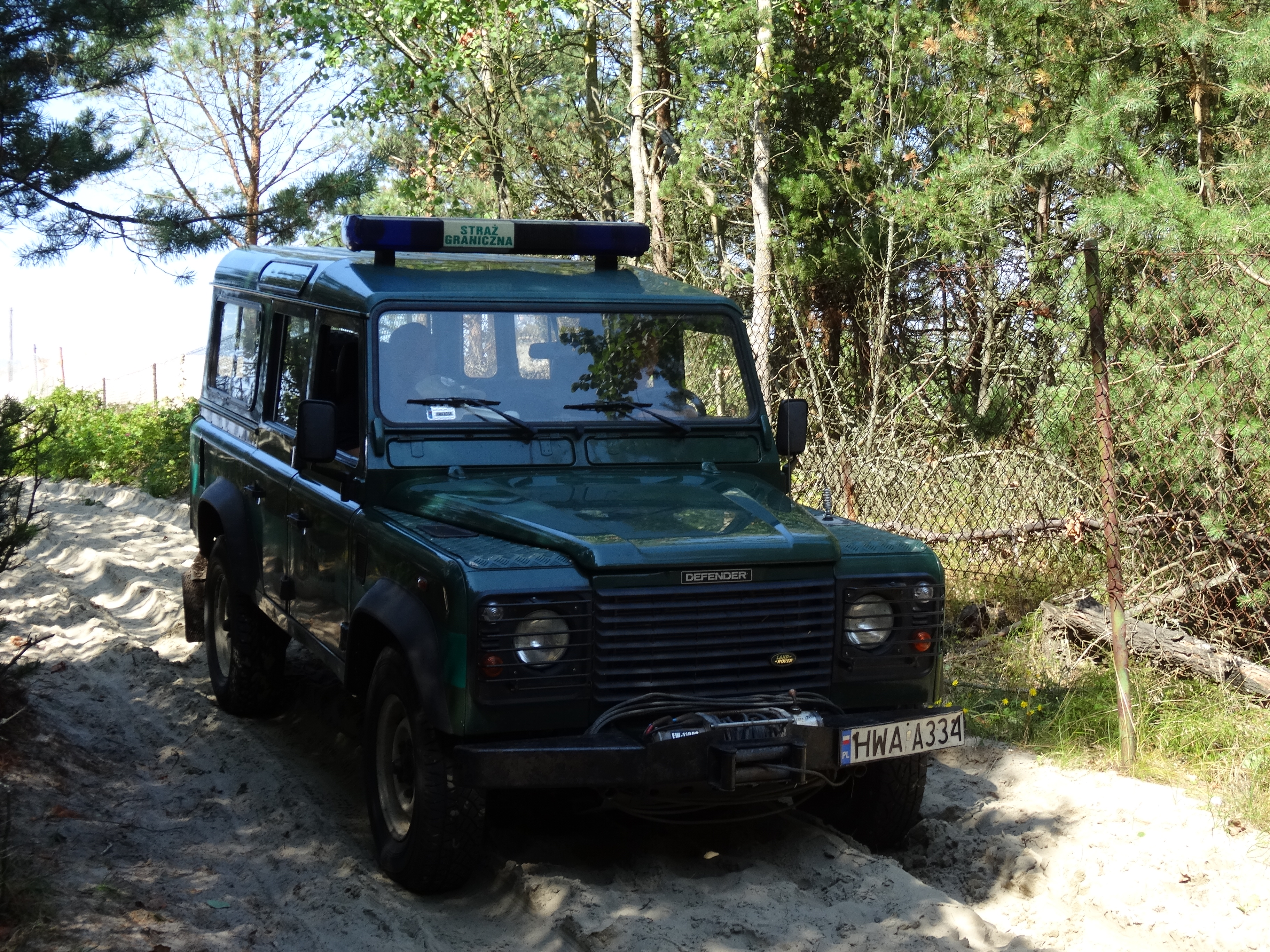
Patrol Straży Granicznej na polsko-rosyjskiej granicy w Piaskach na Mierzei Wiślanej w samochodzie Land Rover Defender

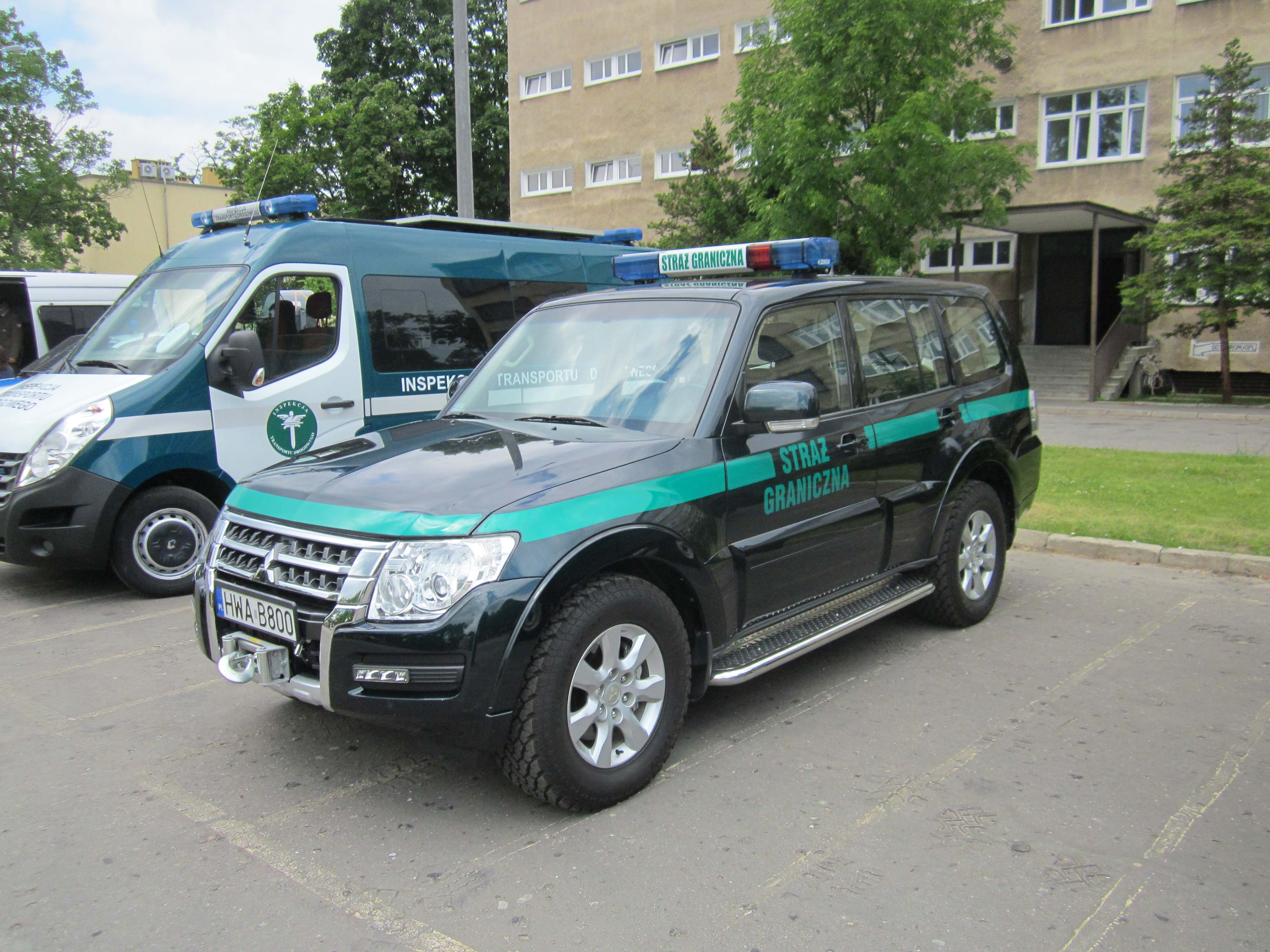
Pojazd Patrolowy SG w Białymstoku

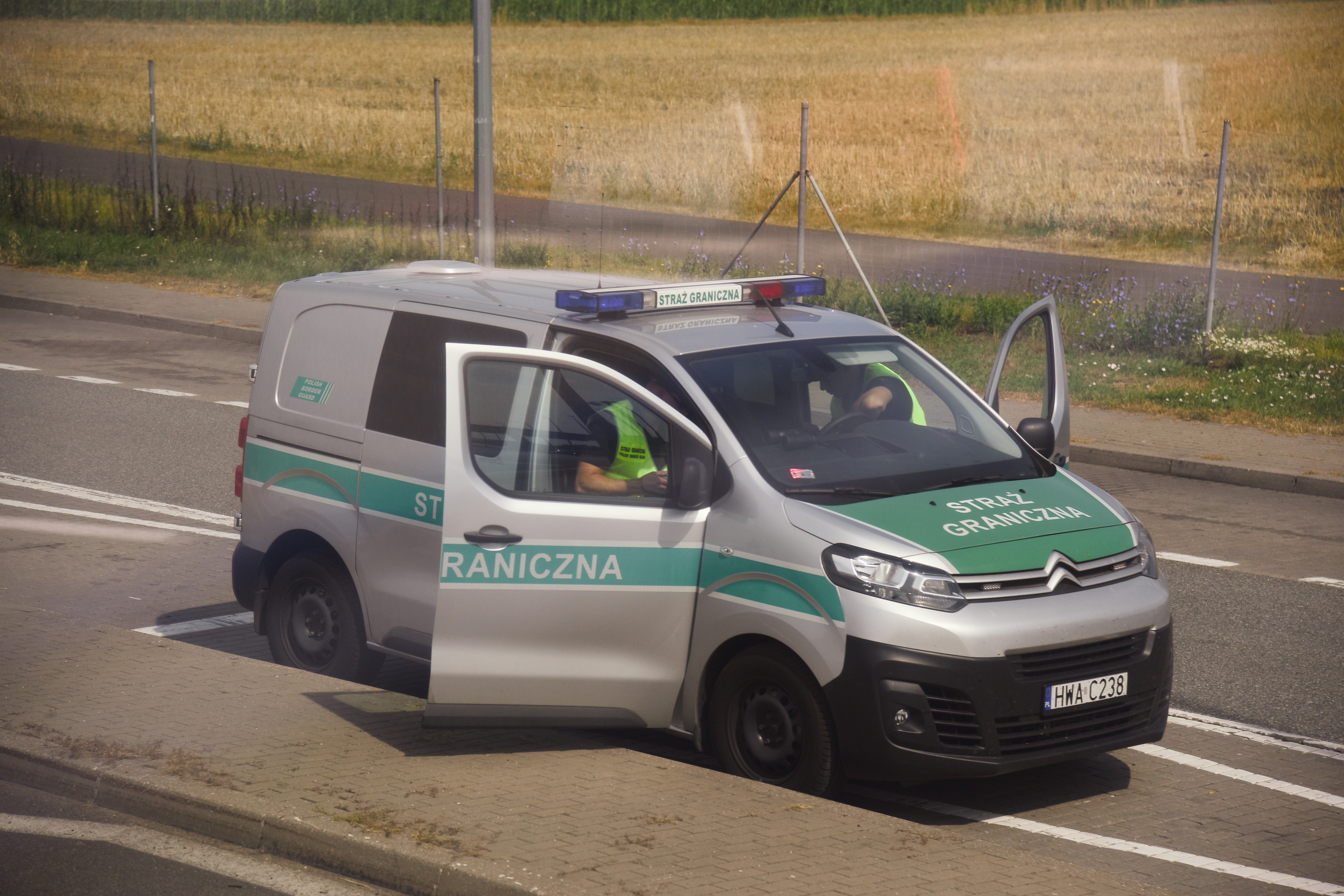
Samochód patrolowy w nowym wzorze malowania

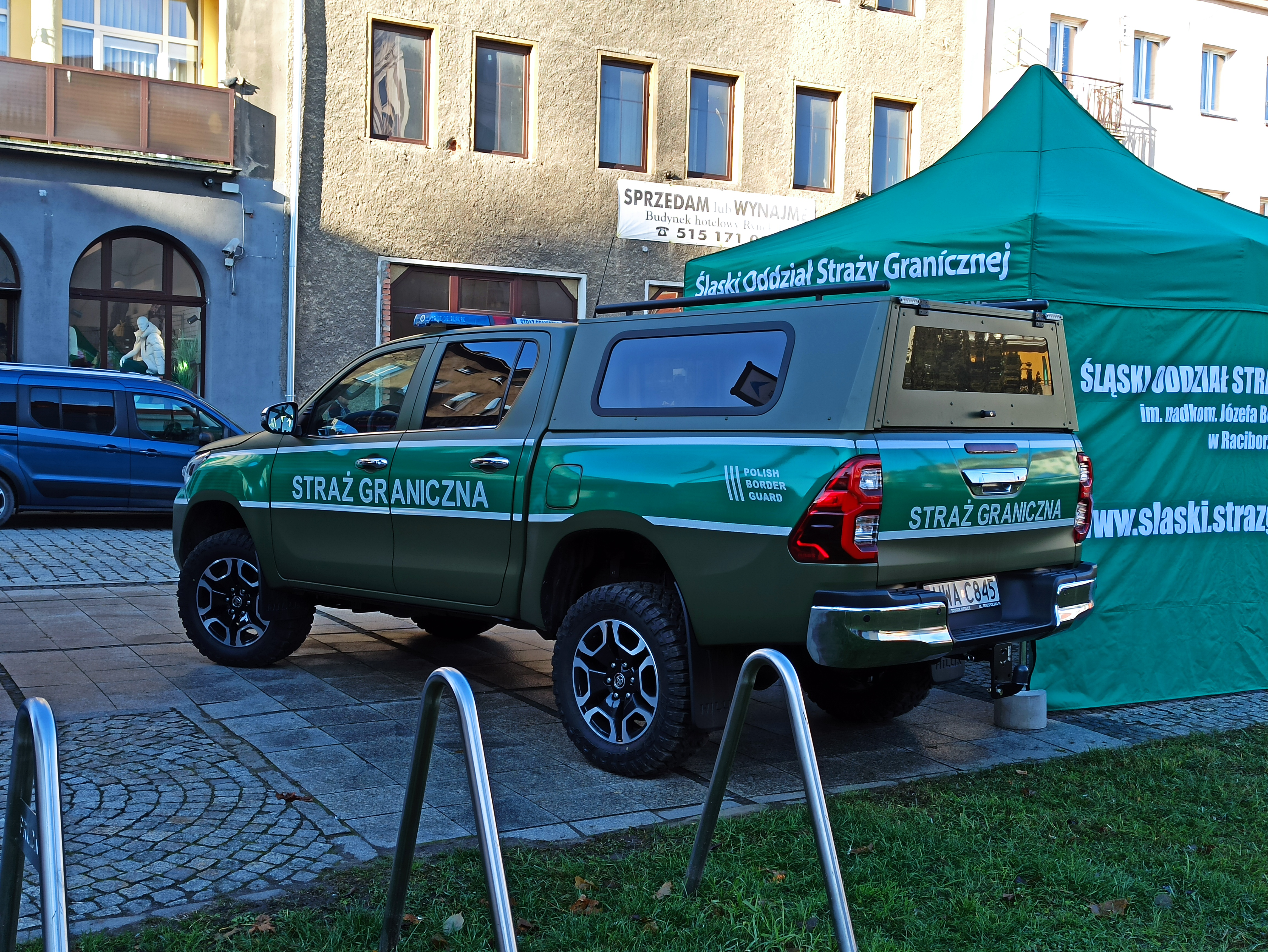
Samochód patrolowy SG w Prudniku

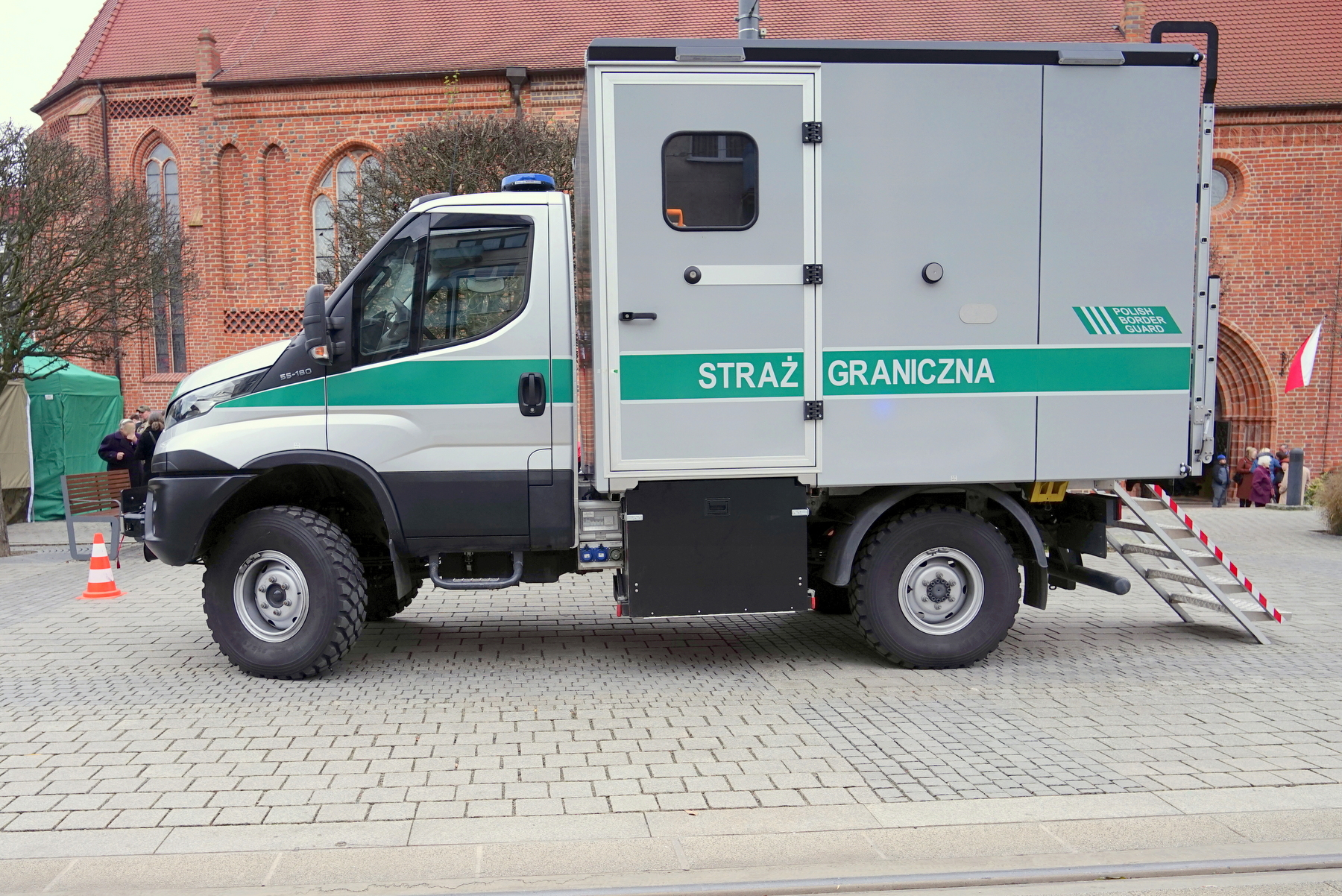
Ambulans pirotechniczny

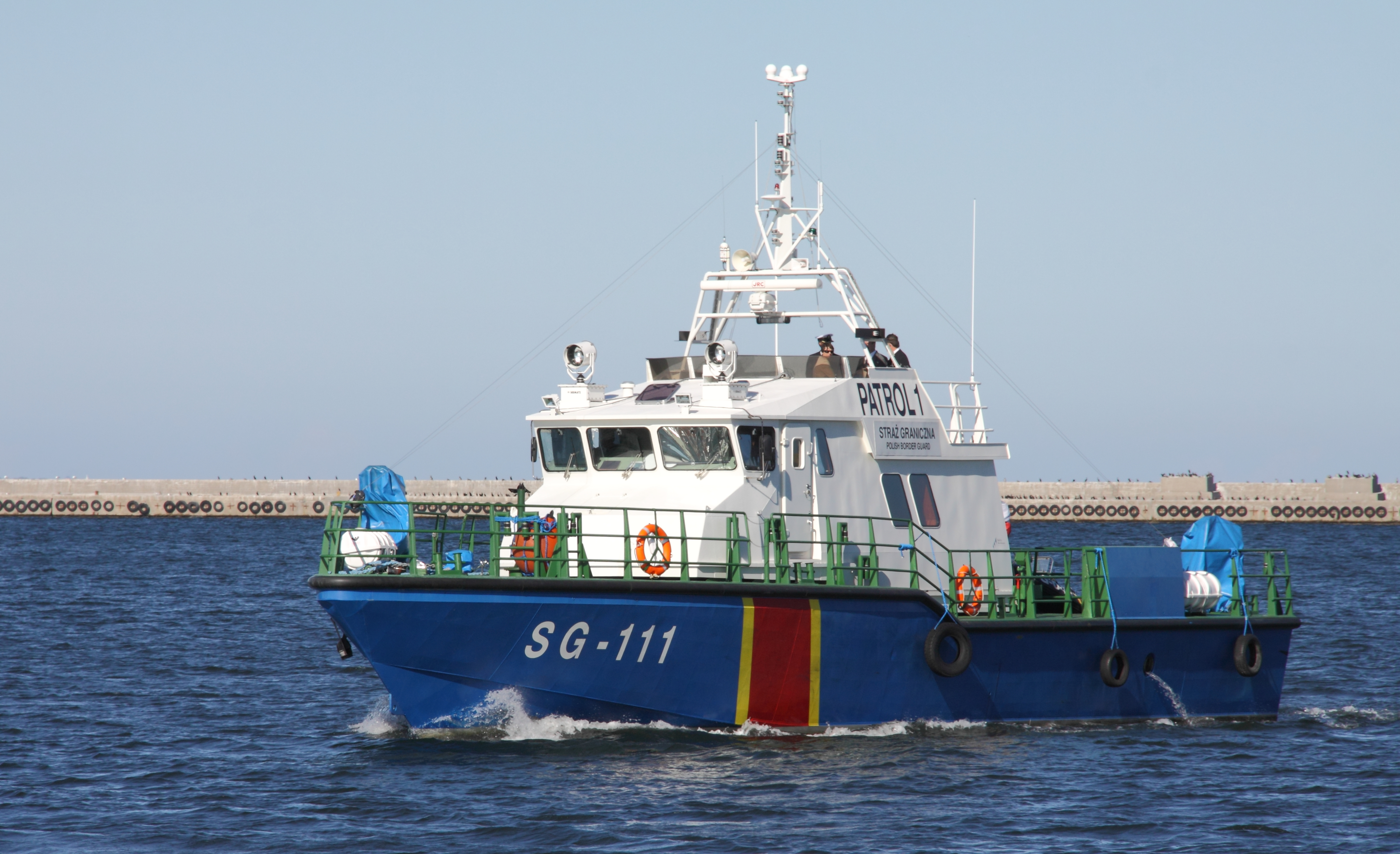
Okręt Morskiego Oddziału Straży Granicznej „SG-111” typu Patrol 240 Baltic w Porcie Gdynia

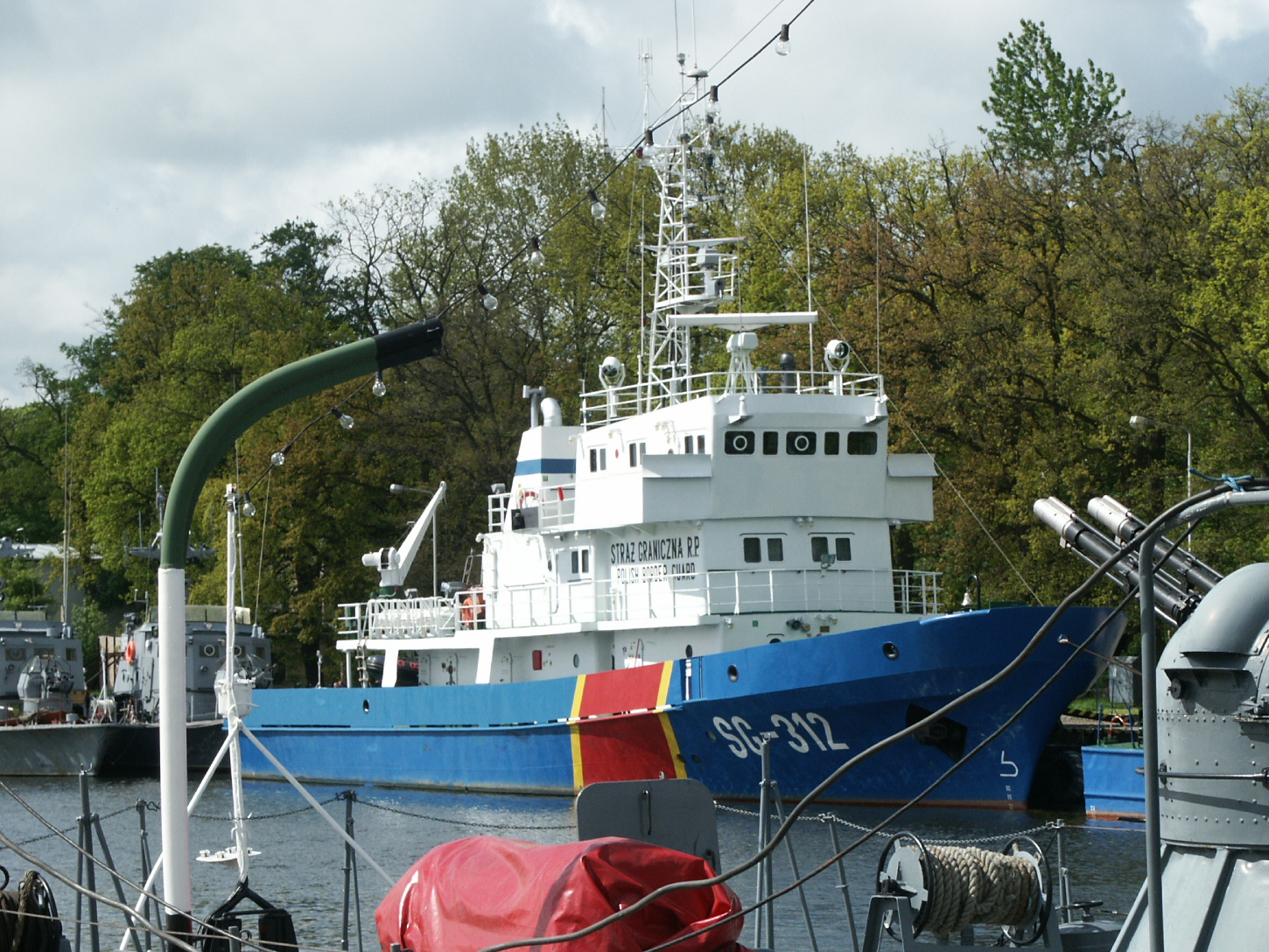
Okręt Morskiego Oddziału Straży Granicznej „Kaper-2” w Kołobrzegu

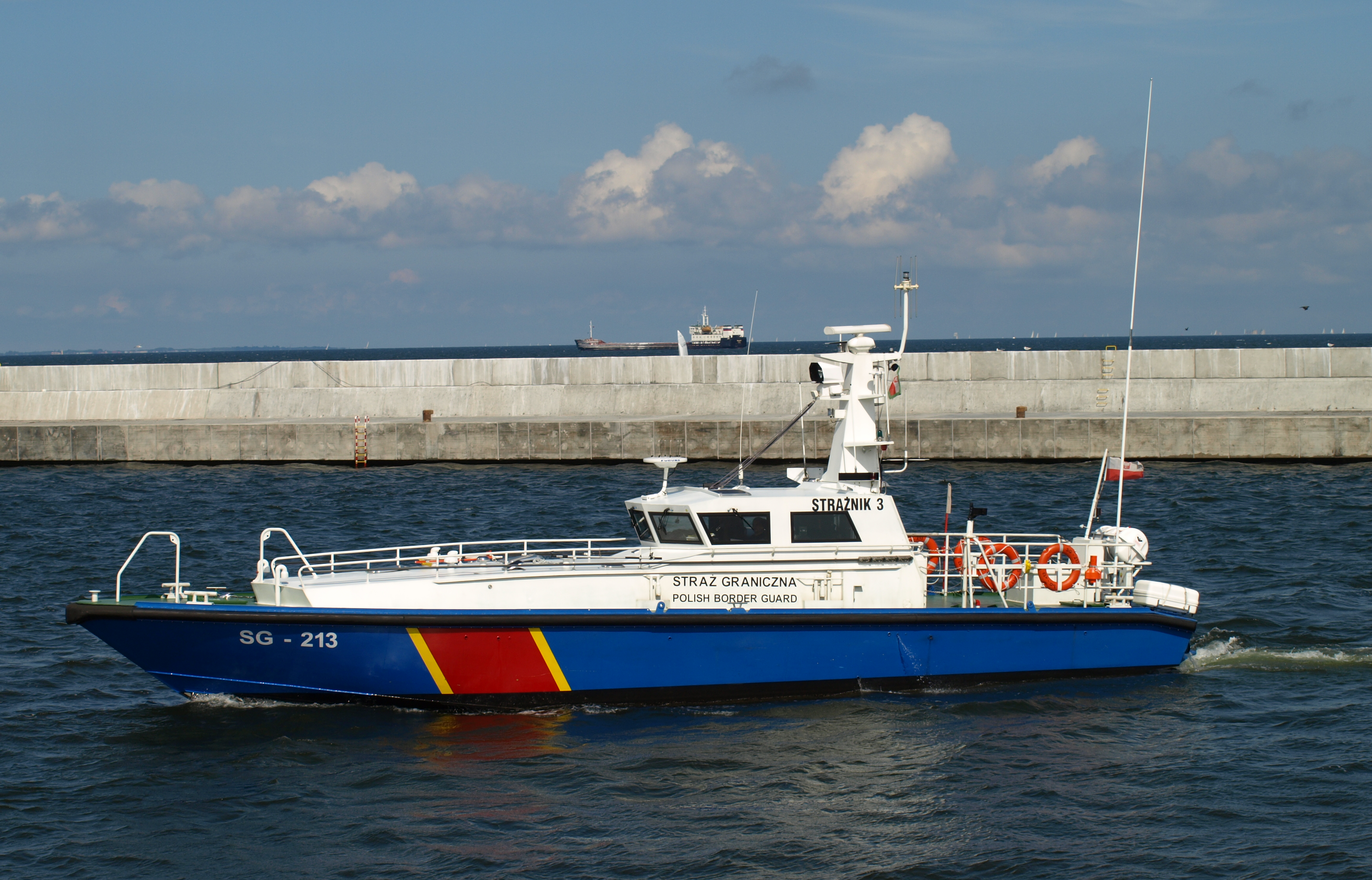
Jednostka patrolowa „SG-213” typu IC16M III

Straż Graniczna (SG) – jednolita, umundurowana i uzbrojona formacja wykonująca zadania związane z ochroną granicy państwowej i kontrolą ruchu granicznego w Rzeczypospolitej Polskiej. Jest organem ścigania. Komendant Główny Straży Granicznej jest centralnym organem administracji rządowej w sprawach ochrony granicy państwowej. Nadzór nad formacją sprawuje minister właściwy do spraw wewnętrznych.

## Historia

### Okres III Rzeczypospolitej
Współczesna Straż Graniczna została powołana do życia ustawą z dnia 12 października 1990, jej funkcjonowanie rozpoczęło się 16 maja 1991 wraz z rozformowaniem Wojsk Ochrony Pogranicza (WOP).
| Skład organizacyjny i etatowy nowopowstałej Straży Granicznej (według stanu z 16 maja 1991) | Skład organizacyjny i etatowy nowopowstałej Straży Granicznej (według stanu z 16 maja 1991) | Skład organizacyjny i etatowy nowopowstałej Straży Granicznej (według stanu z 16 maja 1991) | Skład organizacyjny i etatowy nowopowstałej Straży Granicznej (według stanu z 16 maja 1991) | Skład organizacyjny i etatowy nowopowstałej Straży Granicznej (według stanu z 16 maja 1991) |
| ------------------------------------------------------------------------------------------- | ------------------------------------------------------------------------------------------- | ------------------------------------------------------------------------------------------- | ------------------------------------------------------------------------------------------- | ------------------------------------------------------------------------------------------- |
| Lp.                                                                                         | Nazwa jednostki Straży Granicznej                                                           | Nr etatu                                                                                    | Ilość funkcjonariuszy                                                                       | Ilość prac. urzęd. państw.                                                                  |
| 1                                                                                           | Komenda Główna SG w Warszawie                                                               | 44/01                                                                                       | 323                                                                                         | 116                                                                                         |
| 1.1                                                                                         | Oddział Administracyjno–Gospodarczy Komendy Głównej SG w Warszawie                          | 44/02                                                                                       | 299                                                                                         | 42                                                                                          |
| 1.2                                                                                         | Graniczna Placówka Kontrolna SG Portu Lotniczego Warszawa-Okęcie                            | 44/03                                                                                       | 262                                                                                         | 4                                                                                           |
| 1.3                                                                                         | Reprezentacyjny Zespół Artystyczny SG „Granica”                                             | 44/04                                                                                       | 3                                                                                           | 32                                                                                          |
| 2                                                                                           | Karpacki Oddział SG w Nowym Sączu                                                           | 44/05                                                                                       | 945                                                                                         | 187                                                                                         |
| 3                                                                                           | Beskidzki Oddział SG w Cieszynie                                                            | 44/06                                                                                       | 816                                                                                         | 77                                                                                          |
| 4                                                                                           | Śląski Oddział SG w Raciborzu                                                               | 44/07                                                                                       | 681                                                                                         | 77                                                                                          |
| 5                                                                                           | Sudecki Oddział SG w Kłodzku                                                                | 44/08                                                                                       | 656                                                                                         | 50                                                                                          |
| 6                                                                                           | Łużycki Oddział SG w Lubaniu                                                                | 44/09                                                                                       | 1807                                                                                        | 88                                                                                          |
| 7                                                                                           | Lubuski Oddział SG w Krośnie Odrzańskim                                                     | 44/010                                                                                      | 1290                                                                                        | 143                                                                                         |
| 8                                                                                           | Pomorski Oddział SG w Szczecinie                                                            | 44/011                                                                                      | 1545                                                                                        | 126                                                                                         |
| 9                                                                                           | Bałtycki Oddział SG w Koszalinie                                                            | 44/012                                                                                      | 559                                                                                         | 56                                                                                          |
| 10                                                                                          | Kaszubski Oddział SG w Gdańsku                                                              | 44/013                                                                                      | 878                                                                                         | 83                                                                                          |
| 11                                                                                          | Warmińsko-Mazurski Oddział SG w Kętrzynie                                                   | 44/014                                                                                      | 306                                                                                         | 17                                                                                          |
| 12                                                                                          | Podlaski Oddział SG w Białymstoku                                                           | 44/015                                                                                      | 952                                                                                         | 70                                                                                          |
| 13                                                                                          | Nadbużański Oddział SG w Chełmie                                                            | 44/016                                                                                      | 853                                                                                         | 95                                                                                          |
| 14                                                                                          | Bieszczadzki Oddział SG w Przemyślu                                                         | 44/017                                                                                      | 858                                                                                         | 78                                                                                          |
| 15                                                                                          | Orkiestra Reprezentacyjna SG w Nowym Sączu                                                  | 44/018                                                                                      | 61                                                                                          | 2                                                                                           |
| 16                                                                                          | Centrum Szkolenia SG w Kętrzynie                                                            | 44/019                                                                                      | 236                                                                                         | 61                                                                                          |
| 17                                                                                          | Ośrodek Szkolenia SG w Krośnie Odrzańskim                                                   | 44/020                                                                                      | 97                                                                                          | 4                                                                                           |
| 18                                                                                          | Ośrodek Szkolenia SG w Koszalinie                                                           | 44/021                                                                                      | 49                                                                                          | 12                                                                                          |
| 19                                                                                          | Ośrodek Tresury Psów Służbowych SG w Żarce                                                  | 44/022                                                                                      | 72                                                                                          | 3                                                                                           |
| 20                                                                                          | Ośrodek Szkolenia Sportowego SG w Szklarskiej Porębie                                       | 44/023                                                                                      | 8                                                                                           | 3                                                                                           |
| 21                                                                                          | Archiwum SG w Kętrzynie                                                                     | 44/024                                                                                      | 3                                                                                           | 8                                                                                           |
| Razem                                                                                       | Razem                                                                                       | Razem                                                                                       | 13559                                                                                       | 1432                                                                                        |

Rozporządzeniem Ministra Spraw Wewnętrznych i Administracji z dnia 18 lutego 2002 roku został ustalony znak graficzny Straży Granicznej.

## Struktura Straży Granicznej
- Komenda Główna Straży Granicznej
  - Komendant Główny Straży Granicznej: gen. dyw. SG Robert Bagan[5]
  - Zastępca Komendanta Głównego Straży Granicznej: gen. bryg. SG Tomasz Michalski[6]
  - Zastępca Komendanta Głównego Straży Granicznej ds. logistycznych: gen. bryg. SG Wioleta Gorzkowska[7]
  - Zastępca Komendanta Głównego Straży Granicznej ds. granicznych: gen. bryg. SG Grzegorz Niemiec[8]
- Komendy Oddziałów Straży Granicznej (OSG)
  - Warmińsko-Mazurski OSG (Kętrzyn)
  - Podlaski OSG (Białystok)
  - Nadbużanski OSG (Chełm)
  - Bieszczadzki OSG (Przemyśl)
  - Śląski OSG (Racibórz)
  - Nadodrzański OSG (Krosno Odrzańskie)
  - Morski OSG (Gdańsk)
  - Nadwiślański OSG (Warszawa)
  - Karpacki OSG (Nowy Sącz).

W skład struktur oddziałów Straży Granicznej wchodzą placówki SG oraz dywizjony SG (te ostatnie występują jedynie w Morskim OSG).
- Wyższa Szkoła Straży Granicznej w Koszalinie (dawniej: Centralny Ośrodek Szkolenia Straży Granicznej w Koszalinie);
- Ośrodki szkolenia:
  - Centrum Szkolenia Straży Granicznej w Kętrzynie;
  - Ośrodek Szkoleń Specjalistycznych Straży Granicznej w Lubaniu.

Archiwum Straży Granicznej mieści się w Szczecinie.

## Wyposażenie i infrastruktura
- pojazdy obserwacyjne przeznaczone do patrolowania terenu, wykrywania i rozpoznawania obiektów, rejestracji na taśmie wideo wyników prowadzonej obserwacji i określania współrzędnych położenia obiektu, wyposażone w termowizor i noktowizor
- urządzenia do kontroli bagaży promieniami rentgena
- samochody terenowe typów Land Rover Defender, Mercedes G, Mitsubishi Pajero[b] oraz Jeep Wrangler[9]
- motocykle KTM LC 4E
- wszędołazy Honda TRX 300 FWX
- skutery śnieżne t. Scandic
- rowery
- pojazdy patrolowe typu Segway
- cyfrowe centrale telefoniczne, centra radiowe i radiotelefony

Na terenach, które są trudno dostępne pojazdom mechanicznym, Straż Graniczna może pełnić także służbę na koniach.
W Morskim Oddziale SG (MOSG) od 2005 działa Zautomatyzowany System Radarowego Nadzoru (ZSRN) polskich obszarów morskich.
Obejmuje on swoim zasięgiem wschodni odcinek morskiej granicy Rzeczypospolitej Polskiej z Federacją Rosyjską (obwód królewiecki), jest on zintegrowany z istniejącymi systemami radarowymi oraz systemami automatycznej identyfikacji statków (AIS, SWIBŻ).
System ten umożliwia objęcie stałym nadzorem radiolokacyjnym morza na wschodnim odcinku granicy Polski oraz morskich wód wewnętrznych w Zatoce Gdańskiej i na Zalewie Wiślanym.

### Statki powietrzne
| Typ                  | Liczba    | Zdjęcie   | Przeznaczenie           | Przypisy             |
| Śmigłowce            | Śmigłowce | Śmigłowce | Śmigłowce               | Śmigłowce            |
| -------------------- | --------- | --------- | ----------------------- | -------------------- |
| PZL Kania            | 5         |           | patrolowo-poszukiwawcze | [ 10 ] [ 11 ]        |
| PZL W-3AM Anakonda   | 1         |           | patrolowo-poszukiwawcze | [ 12 ] [ 11 ]        |
| EC 135 P3H           | 1         |           | patrolowo-poszukiwawcze | [ 13 ] [ 11 ]        |
| Robinson R44         | 1         |           | szkoleniowy             | [ 14 ] [ 11 ]        |
| Samoloty             |           |           |                         |                      |
| PZL M-20 Mewa        | 1         |           | pasażersko-szkoleniowe  | [ 15 ] [ 11 ]        |
| PZL M28              | 1         |           | patrolowo-rozpoznawcze  | [ 15 ] [ 11 ]        |
| PZL-104MF Wilga 2000 | 4         |           | patrolowo-poszukiwawcze | [ 15 ] [ 11 ]        |
| ASP S15-1 Stemme     | 2         |           | patrolowo-poszukiwawcze | [ 15 ] [ 11 ]        |
| Let L-410UVP E-20    | 4         |           | patrolowo-rozpoznawcze  | [ 16 ] [ 11 ] [ 17 ] |

### Jednostki pływające
W siłach Morskiego Oddziału Straży Granicznej znajdują się jednostki pływające takie jak m.in.:
- Pełnomorska jednostka patrolowa typu OPV[18]:
  - „Generał Józef Haller” (SG-301)[19]
- Patrolowce projektu SKS-40:
  - „Kaper-1” (SG-311)
  - „Kaper-2” (SG-312)
- Patrolowce typu Patrol 240 Baltic:
  - „Patrol 1” (SG-111)
  - „Patrol 2” (SG-112)
- Łodzie interwencyjno-pościgowe typu SAR-1500:
  - „Strażnik-1” (SG-211)
  - „Strażnik-2” (SG-212)
- Łodzie interwencyjno-pościgowe typu IC 16 M III:
  - „Strażnik-3” (SG-213)
  - „Strażnik-4” (SG-214)
  - „Strażnik-5” (SG-215)
  - „Strażnik-6” (SG-216)
- Poduszkowce typu Griffon 2000TD:
  - „SG-411”
  - „SG-412”
- jachty p. Conrad 45/46:
  - „Galeon”

Do wykonania zadań na polskich obszarach morskich m.in. dysponuje w sumie 56 jednostkami pływającymi różnych projektów.

## Uzbrojenie
Uzbrojenie Straży Granicznej określono w Rozporządzeniu Ministra Spraw Wewnętrznych z dnia 9 maja 2014. Zgodnie z nim na uzbrojenie SG składa się:
- broń palna: pistolety, rewolwery, broń gładkolufowa, pistolety maszynowe, karabinki, karabiny oraz karabiny maszynowe
- środki przymusu bezpośredniego: kajdanki, kaftany bezpieczeństwa, pasy obezwładniające, siatki obezwładniające, kaski zabezpieczające, pałki służbowe, psy służbowe, pociski niepenetracyjne, chemiczne środki obezwładniające (w postaci: ręcznych miotaczy substancji obezwładniających, granatów łzawiących lub innych urządzeń przeznaczonych do miotania środków obezwładniających), przedmioty przeznaczone do obezwładniania osób za pomocą energii elektrycznej, kolczatki drogowe i inne środki służące do zatrzymywania oraz unieruchamiania pojazdów mechanicznych, pojazdy służbowe, środki przeznaczone do pokonywania zamknięć i innych przeszkód, w tym materiały wybuchowe, środki pirotechniczne o właściwościach ogłuszających lub olśniewających
- wyrzutnie siatek obezwładniających
- amunicja do broni palnej, kartridże do paralizatorów elektrycznych oraz naboje do wyrzutni siatek.

SG dysponuje bronią osobistą, np. pistoletami typu Walther P99, USP, Glock 17, jak również pistoletami maszynowymi PM-98, czy też strzelbami gładkolufowymi Mossberg 500 i karabinami wyborowymi SWD. Wycofuje się z użytku pistolety P-83 i P-64. Od czasu wybuchu konfliktu na Ukrainie funkcjonariusze Straży Granicznej są sukcesywnie uzbrajani w wojskowe karabinki Beryl i odbywają szkolenia z zakresu używania broni wojskowej.

## Umundurowanie

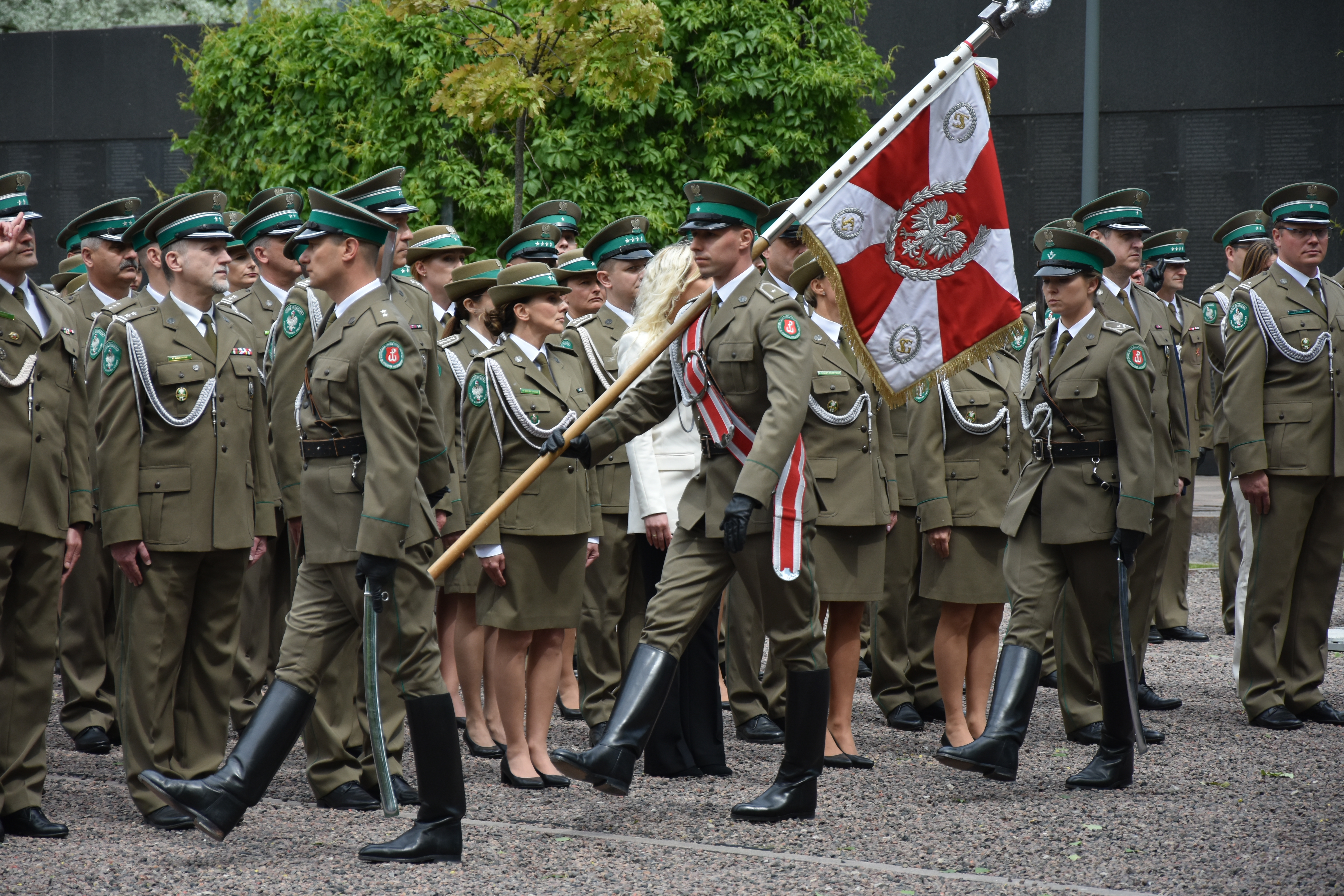
24 maja 2022 r. w Parku Wolności w Warszawie, na terenie Muzeum Powstania Warszawskiego, miały miejsce uroczyste obchody Święta Straży Granicznej.

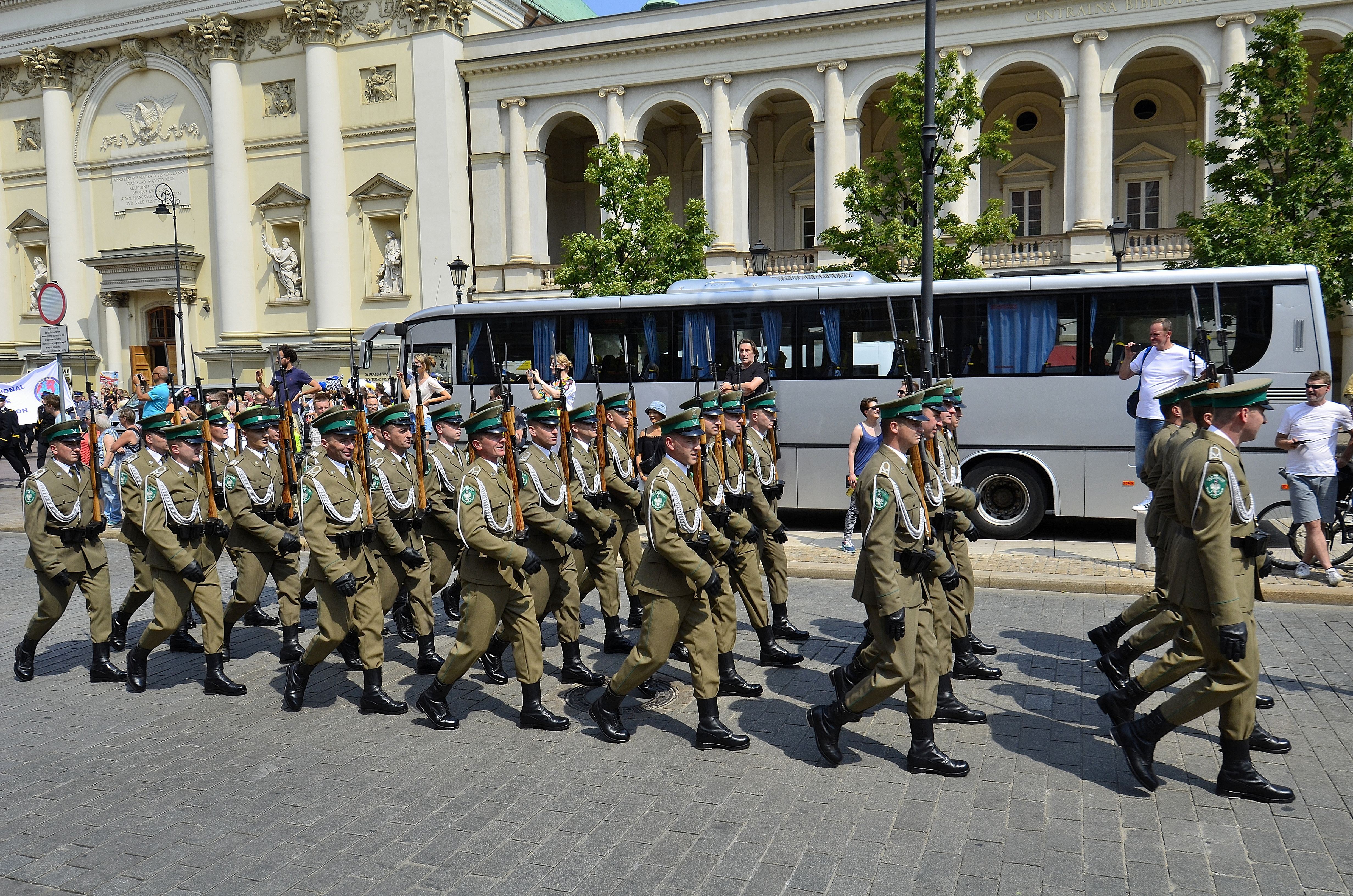
Strażnicy Graniczni w umundurowaniu służbowym

Funkcjonariusze Straży Granicznej noszą umundurowanie typu wojskowego, według wzorów używanych w Siłach Zbrojnych RP. Zależnie od jednostki organizacyjnej funkcjonariusze noszą ubiory wz. Wojsk Lądowych, wz. Sił Powietrznych i wz. Marynarki Wojennej.
Umundurowanie funkcjonariuszy Straży Granicznej składa się z czterech typów ubiorów:
- służbowego – noszony podczas wykonywania obowiązków służbowych, chyba że występuje konieczność występowania w innym typie ubioru
- wyjściowego – noszony podczas wykonywania obowiązków służbowych wymagających wystąpień w ubiorze wyjściowym, podczas oficjalnych spotkań i uroczystych wystąpień, jeżeli nie zachodzi konieczność występowania w ubiorze galowym oraz podczas meldowania się przełożonemu po przybyciu do nowej jednostki organizacyjnej Straży Granicznej lub przed odejściem na inne stanowisko służbowe.
- galowego – noszony podczas uroczystości związanych z uczczeniem świąt państwowych oraz święta Straży Granicznej, podczas uroczystości wręczania sztandarów, orderów i odznaczeń, mianowania na stopień oraz promocji funkcjonariuszy, podczas innych ważnych uroczystości o charakterze służbowym oraz w czasie niektórych uroczystości o charakterze prywatnym.
- polowego – noszony podczas wykonywania obowiązków służbowych wymagających wystąpień w ubiorze polowym oraz podczas szkoleń i ćwiczeń w ośrodkach szkolenia Straży Granicznej lub oddziałach Straży Granicznej, jeżeli charakter wykonywanych czynności nie wymaga noszenia innego rodzaju ubioru. Umundurowanie polowe wykonane jest z tkaniny pokrytej wzorem maskującym SG 14; ciemniejszą odmianą kamuflażu Suez, który sam jest kopią MultiCam.

Nakryciem głowy do ubiorów: służbowego, wyjściowego i galowego jest czapka garnizonowa w kolorze zielonym z jasnozielonym otokiem i lamówką (funkcjonariusze noszący ubiór wz. Wojsk Lądowych), w kolorze stalowym z czarnym otokiem (funkcjonariusze noszący ubiór wz. Sił Powietrznych) lub w kolorze białym z czarnym otokiem (funkcjonariusze noszący ubiór wz. Marynarki Wojennej).
Do umundurowania polowego funkcjonariusze noszą czapki typu kepi w kamuflażu SG 14 lub berety (funkcjonariusze noszący ubiór wz. Sił Powietrznych i wz. Marynarki Wojennej).

## Straż Graniczna w liczbach
Według danych przedstawionych przez Komendę Główną Straży Granicznej (16.05.2017) w formacji służy (pracuje) obecnie łącznie 14 800 funkcjonariuszy (w tym prawie ¼ stanowią kobiety) oraz prawie 3500 pracowników cywilnych.
Ponadto Straż Graniczna ma do dyspozycji: 549 motocykli, 205 quadów, 38 Schengenbusów, 58 skuterów śnieżnych, 260 psów służbowych różnych specjalności oraz 8 koni służbowych.
Powyższymi siłami i środkami Straż Graniczna ochrania 3511 km granicy (lądowej) oraz obsługuje 70 przejść granicznych, w tym 18 przejść lotniczych, 19 drogowych, 14 kolejowych, 1 rzeczne (z Białorusią) oraz 18 morskich przejść granicznych.

## Ćwiczenia taktyczne w terenie
Na przełomie maja i czerwca 2013 Straż Graniczna w ramach ćwiczenia granicznego „Obława: Straż Graniczna” wzięła udział w programie Discovery Channel „Dorwać komandosa”, w którym były komandos Navy SEAL, Joel Lambert, stanął przed zadaniem dotarcia do punktu docelowego swojej misji, nie dając się schwytać ścigającym go oddziałom.
Zgodnie z planem ćwiczenia, przyjęto hipotetyczną sytuację polegającą na dokonaniu przekroczenia granicy wbrew przepisom na kierunku do RP, na odcinku granicy państwowej ochranianej przez funkcjonariuszy SG w Stuposianach. Osobą, która rzekomo nielegalnie przekroczyła granicę RP, był właśnie Joel Lambert, bohater programu „Dorwać komandosa”.
Odcinek zakończył się ujęciem komandosa, a tym samym sukcesem SG. W ćwiczeniu wzięli udział funkcjonariusze z placówek SG w Stuposianach, Ustrzykach Dolnych, Czarnej Górnej i Krościenku oraz Wydziału Zabezpieczenia Działań, Wydziału Koordynacji Działań i IV Wydziału Lotniczego ZG KGSG.

## Korpusy i stopnie służbowe
SG, mimo że jest formacją typu policyjnego, nosi umundurowanie typu wojskowego oraz używa stopni służbowych określonych w ustawie.

## Regulacje prawne
Od kilku lat realizowany jest proces dostosowania systemu ochrony granicy do standardów wspólnotowych. Ramy prawne dla tego procesu, którego ostatecznym celem było uzyskanie przez Polskę członkostwa w grupie państw Schengen, określone zostały w aktach europejskich, takich jak Partnerstwo dla członkostwa i Stanowiska Negocjacyjne Komisji Europejskiej oraz akty krajowe – Narodowa Strategia Integracji, Narodowy Program Przygotowania do Członkostwa, Stanowiska Negocjacyjne Rządu RP oraz Polska, Strategia Zintegrowanego Zarządzania Granicą.
Podstawowym wymogiem członkostwa w Unii Europejskiej było przyjęcie przez Polskę dorobku prawnego UE wraz z dorobkiem Schengen. W celu wypełnienia tych warunków w Komendzie Głównej Straży Granicznej opracowano Program zagospodarowania granicy państwowej na lata 2003–2005, zgodny ze Strategią Zintegrowanego Zarządzania Granicą.
Efektem działań dostosowawczych jest m.in. nowelizacja Ustawy o Straży Granicznej z 2001 roku, zwiększająca uprawnienia i zasięg działania SG.

## Komendanci Główni SG

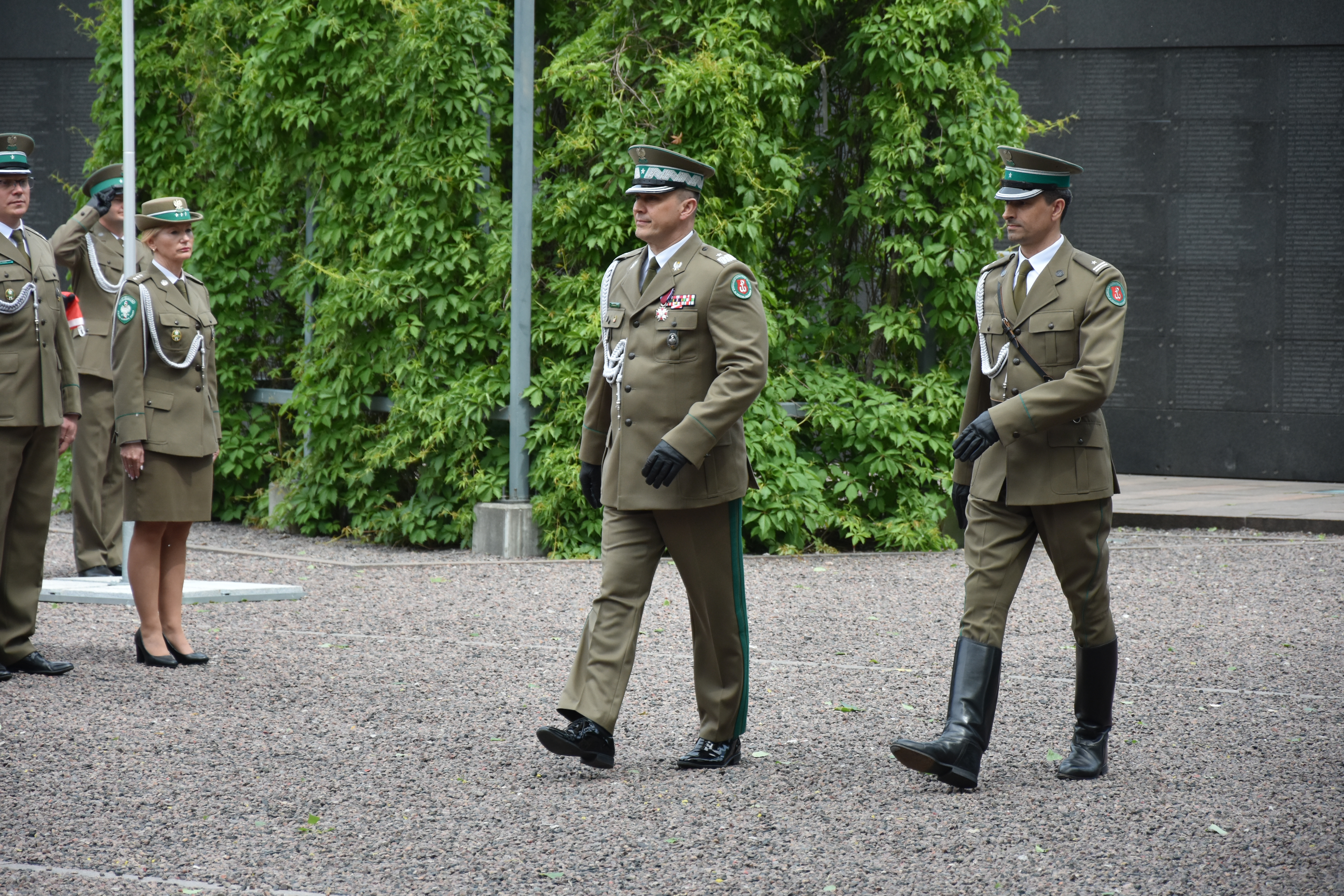
Gen. dyw. SG Robert Bagan podczas obchodów Święta Straży Granicznej w Muzeum Powstania Warszawskiego, 2022 r.

- płk SG Marek Lisiecki (30.11.1990 – 01.06.1992)
- p.o. ppłk SG Krzysztof Janczak (01.06.1992 – 31.10.1992)
- płk SG Jan Wojcieszczuk (01.11.1992 – 03.01.1997)
- gen. bryg. SG Andrzej Anklewicz (03.01.1997 – 07.11.1997)
- gen. bryg. SG Marek Bieńkowski (12.11.1997 – 26.10.2001)
- gen. dyw. SG Józef Klimowicz (26.10.2001 – 05.10.2005)
- p.o. gen. bryg. SG Marian Kasiński (06.10.2005 – 03.11.2005)
- gen. bryg. SG Mirosław Kuśmierczak (03.11.2005 – 17.12.2007)
- p.o. gen. bryg. SG Jacek Bajger (17.12.2007 – 16.01.2008)
- gen. bryg. SG Leszek Elas (16.01.2008 – 10.04.2012)
- gen. dyw. SG Dominik Tracz (11.04.2012 – 30.12.2015)
- gen. bryg. SG Marek Łapiński (31.12.2015 – 22.01.2018)
- gen. dyw. SG Tomasz Praga (od 23.01.2018 – 19.01.2024)
- gen. dyw. SG Robert Bagan (od 19.01.2024)

## Odznaczenia
- Medal za zasługi w zwalczaniu kryzysu migracyjnego lat 2015–2016 (Słowenia, 2018)[27]